# South African Open 1978
Il South African Open 1978 è stato un torneo di tennis giocato sul cemento indoor. È stata la 2ª edizione del torneo che fa parte del Colgate-Palmolive Grand Prix 1978. Il torneo si è giocato a Johannesburg in Sudafrica dal 4 al 10 dicembre 1978.

## Campioni

### Singolare maschile
Tim Gullikson ha battuto in finale  Harold Solomon con il punteggio di 2–6, 7–6, 7–6, 6–7, 6–4

### Doppio maschile
Peter Fleming /  Raymond Moore hanno battuto in finale  Bob Hewitt /  Frew McMillan con il punteggio di 6–3, 7–6